# Hubertova maša
Hubertova maša je instrumentalno izvedena maša. Vsako leto se v Božjo čast in spomin svetega Huberta izvede maša na Hubertov godovni dan, 3. novembra. Sveti Hubert je bil po izročilu strasten, nezmeren lovec, ki je plenjenje divjadi videl kot nekaj, kar je samemu sebi namen. Pozneje je v vseh ustvarjenih bitjih prepoznal Božji izvor in tako skrbel in se zavzemal za njih dobrobit. Ta temeljna drža je prešla v osnovna načela lovstva.

## Zgodovinski razvoj
Začetki hubertovih maš segajo v Francijo in Belgijo, kjer se je tekom 19. stoletja razvilo posebno bogoslužje za lovske rogove. V Nemčiji se je ta tradicija najprej začela v 50. letih 20. stoletja, kjer so se skladbe zaradi posebne uglasitve pihal izvajale v es-u. Takšen rog je bil v uporabi predvsem na Češkem in v Avstriji, vendar je zaradi upada dvornega lovstva izgubil na pomenu. V tonskem razponu in načinu izdelave je zelo podoben francoski trobenti, a ima bolj mehek in poln zvok. Imel je predvsem večji premer obroča, da je šel čez trioglati klobuk, ki ga je nosil jahač - vodja skupine (francosko piqueur).

## Potek in posebnosti maše
Hubertova maša je v tesni povezavi z menjajočimi se letnimi časi. Največkrat je izvedena v jesenskem času v gozdu, ki s svojim čudovito obarvanim listjem dá poseben pečat pridelkom lova in lovu na splošno. Cerkve se okrasijo z vsem, kar gozdovi in livade ponujajo, lovci pa pripeljejo pse ter prinesejo rogove.
Rogisti s svojimi rogovi pri maši ponazarjajo stoletja dolgo uporabo, pri čemer so rogovi v gozdu prešli v službo cerkvene glasbe, da je bolj prikladna lovski maši, ki se odvije na začetku ali na koncu lova. Efekt nastane še posebej s tako imenovanimi Cloches et carillons (francosko za zvonove in zvonjenje), pri katerih veliki cerkveni zvonovi rahlo zaostajajo.

## Posebne skladbe
Kot notna predloga za Hubertovo mašo služi leta 1934 v Nemčiji izdan seznam „Grande Messe de Saint Hubert“, ki ga je napisal Jules Cantin  (1874 - 1956), in je tudi daleč najbolj razširjen oziroma popularen. Ta sloni na zbirki francoskih avtorjev iz dvajsetega stoletja. Prve melodije izvirajo iz Priročnika iz Thibergeja, domnevno od Huberta Obryja (1820 - 1850). Druge pionirske fanfarske zbirke istega časa izvirajo od avtorjev, kot so Estival (1840), Tellier (1860) in kasneje Normand (1874), Sombrun (1880) ter de la Porte (1896).
Tudi Rendez-vous de chasse Gioacchina Rossinija zazveni pogosto s tem namenom. Zaradi liturgične bližine je vse večjo razširjenost doživela tudi Kurmainzer Hubertusmesse avtorjev Heinricha Hefnerja in Adalberta Freya.

## Kritika
Medtem ko lovske organizacije Hubertovo mašo razumejo kot svoj žetveni praznik, organizacije za zaščito živali občasno sprožijo proteste in demonstracije proti cerkvenim skupnostim.